# Chiesa di San Gottardo (Asolo)
La chiesa di Sant’Angelo, conosciuta come chiesa di San Gottardo, è un luogo di culto cattolico situato ad Asolo, in provincia e diocesi di Treviso; fa parte del vicariato di Asolo ed è filiale del duomo di Asolo.

## Storia
La Chiesa di San Gottardo, eretta su resti longobardi, è quanto rimane di un antico convento dedicato a Sant’Angelo.
Benché la chiesa sia stata dedicata al santo solo nel 1329, alcuni documenti ne certificano l’esistenza attorno alla metà del 1200, ai tempi di Ezzelino da Romano. Di proprietà dei frati minori conventuali, il convento di Sant’Angelo conobbe fino al Settecento grande visibilità essendo uno dei motori della vita culturale e religiosa cittadina. La presenza di una scuola per i figli delle famiglie, di una grande biblioteca e di insegnanti e precettori di fama, lo rendeva oltremodo conosciuto anche oltre i confini della città.
Un rilievo eseguito nel 1770 dall’ingegnere Antonio Luchi, subito dopo la soppressione degli ordini religiosi ordinata dalla Serenissima, lo descrive come "un fabbricato imponente, volto a mezzodì, con tre piani, cortiletti interni e chiostri (...), al pianterreno 20 vani senza contare stalle e rimesse e altri 23 vani al primo piano".
Chiesa e convento occupavano un’ampia porzione di terreno, quasi due ettari di colle in parte coltivati a frutta, viti e ortaggi. Le proprietà si estendevano a Mezzogiorno e a Levante della chiesa, scendendo dolcemente verso la valle del Breda.
Il decreto di soppressione degli ordini religiosi e la cacciata dei frati francescani (1768) sancirono la fine del complesso. Il convento venne infine abbattuto tra il 1820 e il 1830. Soltanto la chiesa, il campanile ed il sagrato si salvarono ed entrarono a far parte della chiesa prepositurale di Santa Maria Assunta, il duomo di Asolo.
Attualmente il Vescovo di Treviso, la domenica successiva al suo ingresso in Diocesi, prende possesso della chiesa per poi presiedere la celebrazione in Cattedrale.
La denominazione di Sant’Angelo ha lasciato nel tempo spazio al nome di San Gottardo, per la venerazione di questo santo cui è dedicato un altare all’interno dell'edificio sacro. Nel giorno di San Gottardo, il 5 maggio, si tiene la celebrazione liturgica e il sacerdote procede alla benedizione dell’olio di San Gottardo, secondo la tradizione ritenuto prezioso contro le malattie artritiche e reumatiche.
Ogni anno, nel mese di maggio il sagrato della chiesa ospita la sagra di San Gottardo.

## Descrizione
Stretta tra due vie d’accesso al borgo medievale, l’antico Foresto Vecchio e il più recente Foresto Nuovo, la Chiesa di San Gottardo presidia uno dei più bei poggi esposti a Sud del colle della Rocca di Asolo.
L’edificio di culto è cinto da un sagrato e da un muro di sostegno che la protegge dalla soprastante via di accesso alla cittadina medievale. La parete, sul lato sinistro, è ricoperta di lapidi, che ripercorrono nei secoli la fiorente attività del complesso conventuale.
Di valore sono le decorazioni a fresco presenti all’esterno e all'interno della chiesa. Sul lato sinistro della facciata, in uno stato di conservazione alquanto precario, una pregevole Crocifissione. All’interno, due cicli pittorici ornano le pareti delle navate: uno risale al Trecento, l'altro alla prima metà del Quattrocento. Quest'ultimo ricevette le attenzioni degli studiosi che ne attribuirono l’esecuzione alla scuola di Paolo Uccello. Altri critici suggeriscono il nome di Dario da Treviso, artista la cui presenza in Asolo è certa e documentata.
Il campanile è caratterizzato da una cella campanaria contornata da bifore a sesto acuto.